# 五万節
五万節（ごまんぶし）は1961年12月に発売されたハナ肇とクレージーキャッツ2枚目のシングル。作詞は青島幸男、作曲・編曲は萩原哲晶。発売当初は歌詞が問題となり放送禁止・発売中止になった（その後歌詞を変更して発売された）。また、多くの映画で歌われている。後に、「新五万節」としてリメイクされた。

## 概要
- シングル「ドント節（どんと節）」のB面曲として発売された。
- 学校卒業後十有余年、どうなっているかの現況をめいめい語る内容で、歌はハナ肇、谷啓、植木等という順番で1番ごとに代わっていく。各人の番が終わるごとに、次の番の担当が「サバ言うなコノヤロー」とツッコミを入れ、自分のパートを歌う。それを2回続けたあと、メンバー全員で1コーラス歌って終了する。「サバ」とは鯖読みという意味である。
- 当初、発売されたヴァージョン（レコード番号JP-1350、原盤番号7H-910）は3番と6番のフレーズが問題となった[1]。どちらも植木等のパートであるが、3番が暴走タクシー運転手、6番がヤクザの大幹部という設定で、歌詞もいささか物騒であり、放送禁止になってしまう[1]。1962年1月20日、歌詞を変更して再録音したものが同品番で再発売された[1]。この時、キーが変更されたほか、1フレーズごとに入る合いの手[1]やラストのハナの台詞「サバ言うなおめえ達コノヤロー」は削られた。
- オリジナル・ヴァージョンは1986年6月21日にアポロンから発売された大瀧詠一監修のカセット『ハナ肇とクレイジーキャッツ 全曲集』（KLF1177）に収録（マスターテープの所在が確認できなかったためレコードからのマスタリングとなっている[1]）。1995年発売の『クレージーキャッツレアディスク』でCD化された。2005年発売の『クレイジーキャッツHONDARA盤』、2010年発売の『クレイジー伝説』にはオリジナル・ヴァージョンと再発盤が共に収録されている。
- 当時、この曲の替え歌が全国各地で流行した[1]。
- この曲は東宝クレージー映画をはじめとして数々の映画で歌われており、色々な歌詞違いのヴァージョンもある（例：「流した涙が五万粒」など）。
- 1990年11月25日に発売されヒットした過去のヒット曲メドレー、「スーダラ伝説（編曲：宮川泰、歌：植木等）」にも収録されている。同曲で植木が歌っているのはオリジナルでは谷啓が歌ったパートである[2]。

## 歌われている映画
- サラリーマンどんと節 気楽な稼業と来たもんだ（1962年5月12日／枝川弘監督）…ドント節
- ニッポン無責任時代（1962年7月29日／古澤憲吾監督）
- 夢で逢いましょ（1962年9月15日／佐伯幸三監督）
- ハイハイ3人娘（1963年1月29日／佐伯幸三監督）
- クレージー作戦 先手必勝（1963年3月24日／久松静児監督）…メロディーのみ
- マルサの女2（1988年1月15日東宝／伊丹十三監督） …映画オリジナル歌詞

## 新五万節
- 1986年4月23日に歌は同じクレージーキャッツでリメイクされた。作詞は青島幸男、作曲・編曲は萩原哲晶、編々曲は大瀧詠一。クレージー結成30周年記念曲である『実年行進曲』（作詞：青島幸男、作曲・編曲：大瀧詠一）のB面としてリリース。
- 歌詞は全部で10番まであり、これもハナ、谷、植木、という順番で代わっていく。また、テンポは放送禁止バージョンを意識したゆったりとした物となっている[1]。
- 間奏にはこれまでのクレージーのヒット曲のイントロも引用されている。また、途中からメロディーが（バクハツヴァージョンでは歌詞自体も）ドント節に変わる箇所がある。
- ハナの「アッと驚くタメゴロー」や植木の「お呼びでない？」、谷の「ガチョーン」や「ビローン」といった伝説の名ギャグも多数収録されている。
- 『五万節』の歌詞は「学校出てから十余年」で始まるのに対し、24年後である『新五万節』の歌詞は「学校出てからウン十年」（10番のみ「学校出てから三千年」）で始まる。
- 歌詞や合いの手が異なる「バクハツヴァージョン」が存在する。このヴァージョンは長らくカセット『ハナ肇とクレイジーキャッツ 全曲集』（前述）のみに収録の音源だったが、2019年に発売された『クレイジーキャッツ・スーパー・デラックス [平成無責任増補盤]』にボーナス・トラックとして初めてCD化された。
- 2000年11月16日に大瀧詠一監修で発売されたベストアルバム『クレイジーキャッツ・スーパー・デラックス』のDISC-2には「新五万節」の歌入れの様子を収めた「メイキング・オブ・新五万節」が4トラックに渡って収録されている。このトラックでは最初期のテイクから始まり、完成版に至るまでの歌い回しや合いの手の変化、スタジオ内における大瀧とのやり取り、青島幸男が飛び入りで参加して持ちネタの「青島だァ!」を吹き込む様子などを聴くことができる。